# Friends with Kids
Friends with Kids ist ein amerikanischer Film der Regisseurin Jennifer Westfeldt aus dem Jahr 2011. Ort der Handlung ist New York City. Der Kinostart in Deutschland war im März 2012. Die Dreharbeiten begannen 2010. Jennifer Westfeldt schrieb das Drehbuch und war Hauptdarstellerin des Filmes.

## Handlung
Der Werbefachmann Jason und die gemeinnützige Anlageberaterin Julie sind langjährige beste Freunde Mitte 30, aber in keiner Beziehung. Sie leben in Wohnungen im gleichen Gebäude in Manhattan. Sie sind mit zwei kinderlosen Ehepaaren befreundet, dem ruhigen Ehepaar Alex und Leslie und den sexbesessenen Eheleuten Ben und Missy. Nachdem diese beiden kinderlosen Paare  während der nächsten vier Jahre Kinder bekommen haben, kriseln ihre Ehen. Jason und Julie beschließen trotzdem, ein gemeinsames Kind zu haben, obwohl sie  noch nie romantische Gefühle füreinander entwickelt haben, und sich dann weiterhin mit anderen Menschen zu verabreden, um ihren Traumpartner zu finden. Obwohl ihre Freunde prophezeien, dass das in einer Katastrophe enden würde, kommen Jason und Julie in ihrer neuen Beziehung mit Baby Joe weitaus besser zurecht, als ihre Freunde erwartet haben.
Jason und Julie beginnen, wieder auszugehen. Jason trifft sich mit der jungen Schauspielerin Mary Jane und Julie mit dem geschiedenen Vater Kurt. Während eines Winterurlaubs für Paare in Vermont zweifelt Ben die elterliche Eignung von Jason und Julie an. In der folgenden Auseinandersetzung kritisiert Ben ihre Vereinbarung als langfristig unhaltbar und demütigt Missy. Jason verteidigt seine Entscheidung, ein Kind mit Julie zu haben, und sagt, dass er sie sehr liebt und dass sie die beste Wahl für ihn war, um eine Familie zu gründen. Nach ihrer Rückkehr aus Vermont trennen sich Ben und Missy und lassen sich später scheiden.
Ungefähr 18 Monate nach Joes Geburt ist Jason bei Julies Geburtstagsessen überrascht, dass sie nur ihn eingeladen hat. Julie sagt ihm, dass Kurt möchte, dass sie seine Kinder an diesem Wochenende trifft, aber dass ihr dieses neue Maß an Engagement klargemacht hat, dass sie in Jason verliebt ist, der zusammen mit Joe ihre engste Familie geworden ist. Der fassungslose Jason erzählt Julie, dass seine Liebe zu ihr nie auf Gefühlen beruhte und er Mary Jane gebeten hat, bei ihm einzuziehen. Mit gebrochenem Herzen verlässt Julie das Restaurant. Sie zieht bald von Manhattan nach Brooklyn, um Abstand zwischen sich und Jason zu schaffen. Einige Monate später trennen sich Jason und Mary Jane aufgrund ihrer unterschiedlichen Einstellung zu Kindern. Einige Monate später gibt Jason in einer Bar mit Ben zu, dass er Gefühle für Julie hat, aber dass die Art ihrer Trennung es ihm unmöglich macht, auf solche Gefühle zu reagieren. Ben ist anderer Meinung und weist auf die Unterschiede zwischen seiner und Missys  auf sexueller Anziehung beruhenden Beziehung und der langjährigen Freundschaft von Jason und Julie hin.
Nachdem er den zweieinhalbjährigen Joe bei Julie abgesetzt hat, überreicht Jason ihr kurz vor ihrem nächsten Geburtstag ein Geschenk. Jasons emotionale Veränderung und Worte sind Julie unangenehm, also schickt sie ihn nach Hause. Er geht, kehrt aber schnell zurück und sagt ihr, was er vor einem Jahr zu ihr gesagt hat, sei alles falsch gewesen. Er erkannte schließlich, dass sie die Liebe seines Lebens ist. Sie sagt ihm, dass sie nicht mit jemandem zusammen sein kann, der sie nicht mag, und er bietet ihr nach einem leidenschaftlichen Kuss an, Sex mit ihr zu haben, um zu beweisen, dass er in jeder Hinsicht in sie verliebt ist. Sie nimmt sein Angebot an, küsst ihn leidenschaftlich zurück und sie fallen beide auf ihr Bett.

## Kritiken
„Braucht Zeit, um seinen Groove zu finden, aber scharrt sowohl Herz als auch Humor zusammen.“

„Ein Beziehungskistenfilm der betont unverkrampften Art, in dem sich sympathische Personen Anfang 30 in pointierten Dialogen die Bälle zuwerfen und nach neuen mehr oder minder weltfremden Lebenskonzepten suchen.“